# Alberto Gutiérrez Alberca
Alberto Gutiérrez Alberca, né le 11 août 1964, est un homme politique espagnol membre du Parti populaire (PP).

## Biographie

### Activités politiques
Le 20 novembre 2011, il est élu sénateur pour Valladolid au Sénat et réélu en 2015 et 2016. Il est président de la commission de la Culture.